# Centaurea gracilenta
Centaurea gracilenta — вид квіткових рослин айстрових (Asteraceae). Ареал: сх. Болгарія, сх. Румунія.

## Морфологічна характеристика
Це дворічна рослина зі стеблами 20–40 сантиметрів, з багатьма гілками. Листки шорсткі; нижні перисторозсічені з лінійними сегментами. Квіткові голови поодинокі. Обгортка 9–11 на 4–6 міліметрів; придатки коричневі. Квітки рожеві. Папуси приблизно вдвічі коротші за сім'янки.